# Chiara Rosa
Chiara Rosa (* 28. Januar 1983 in Camposampiero) ist eine italienische Leichtathletin, die sich auf das Kugelstoßen spezialisiert hat.

## Sportliche Laufbahn
Erste internationale Erfahrungen sammelte Chiara Rosa im Jahr 1999, als sie bei den Jugendweltmeisterschaften in Bydgoszcz mit einer Weite von 14,64 m die Bronzemedaille gewann. Im Jahr darauf belegte sie bei den Juniorenweltmeisterschaften in Santiago de Chile mit 14,61 m den zwölften Platz und 2001 erreichte sie bei den Junioreneuropameisterschaften in Grosseto mit 14,36 m Rang sieben. 2002 wurde sie bei den Juniorenweltmeisterschaften in Kingston mit 16,53 m Vierte, wie auch bei den U23-Europameisterschaften 2003 in Bydgoszcz mit 16,59 m. 2005 gewann sie bei den Mittelmeerspielen in Almería mit einem Stoß auf 17,34 m die Bronzemedaille hinter ihrer Landsfrau Cristiana Checchi und Laurence Manfredi aus Frankreich. Anschließend gewann sie auch bei den U23-Europameisterschaften in Erfurt mit 18,22 m die Bronzemedaille, diesmal hinter den Deutschen Petra Lammert und Christina Schwanitz. Sie qualifizierte sich damit erstmals für die Weltmeisterschaften in Helsinki, bei denen sie mit 17,32 m aber nicht das Finale erreichte. Daraufnahm nahm sie an der Universiade in Izmir teil und belegte dort mit 17,10 m den fünften Platz. Im Jahr darauf schied sie bei den Hallenweltmeisterschaften in Moskau mit 17,85 m in der Qualifikation aus und im Sommer klassierte sie sich bei den Europameisterschaften in Göteborg mit 18,23 m den siebten Platz.
2007 verpasste sie bei den Halleneuropameisterschaften in Birmingham mit 16,54 m den Finaleinzug und im Sommer wurde sie bei den Weltmeisterschaften in Osaka mit 18,39 m Siebte im Finale, ehe sie beim IAAF World Athletics Final in Stuttgart mit 17,82 m auf Rang fünf gelangte. Nachdem sie bei den Hallenweltmeisterschaften 2008 in Valencia mit neuem Hallenrekord von 18,68 m den vierten Platz belegt hatte, erreichte sie auch bei den Olympischen Spielen in Peking das Finale und belegte dort mit einer Weite von 18,22 m den elften Platz. 2009 schied sie bei den Halleneuropameisterschaften in Turin mit 16,87 m in der Vorrunde aus und gewann anschließend bei den Mittelmeerspielen in Pescara mit 17,24 m die Bronzemedaille hinter der Französin Jessica Cérival und ihrer Landsfrau Assunta Legnante. Kurz darauf gewann sie bei den Studentenweltspielen in Belgrad mit einem Stoß auf 18,21 m die Silbermedaille hinter der Kubanerin Mailín Vargas und schied dann bei den Weltmeisterschaften in Berlin mit 17,89 m in der Qualifikation aus. Im Jahr darauf belegte sie bei den Europameisterschaften in Barcelona mit 17,49 m den elften Platz.
2011 belegte sie bei den Halleneuropameisterschaften in Paris mit 17,54 m den siebten Platz und scheiterte Ende August bei den Weltmeisterschaften in Daegu mit 18,28 m in der Qualifikation. Im Jahr darauf gewann sie dann bei den Europameisterschaften in Helsinki mit einer Weite von 18,47 m die Bronzemedaille hinter der Deutschen Nadine Kleinert und Irina Tarassowa aus Russland. Damit qualifizierte sie sich erneut für die Olympischen Spiele in London, bei denen 18,30 m aber nicht für einen Finaleinzug reichten. 2013 kam Rosa bei den Halleneuropameisterschaften in Göteborg mit 18,37 m zunächst auf den vierten Rang und erhielt später wegen der nachträglichen Disqualifikation von Jewgenija Kolodko wegen eines Dopingverstoßes die Bronzemedaille. Im Sommer schied sie dann bei den Weltmeisterschaften in Moskau mit 17,18 m in der Vorrunde aus. Auch bei den Hallenweltmeisterschaften 2014 in Sopot schied sie mit 17,31 m in der Qualifikation aus und bei den Europameisterschaften in Zürich im August wurde sie mit 18,10 m Fünfte.
2015 schied sie bei den Halleneuropameisterschaften in Prag mit 16,75 m in der Qualifikation aus und auch bei den Weltmeisterschaften in Peking reichten 17,54 m nicht für einen Finaleinzug. Im Jahr darauf erreichte sie bei den Hallenweltmeisterschaften in Portland mit 17,10 m den elften Platz und anschließend schied sie bei den Europameisterschaften in Amsterdam mit 16,26 m in der Vorrunde aus. 2021 startete sie ein weiteres Mal bei den Halleneuropameisterschaften in Toruń, scheiterte dort aber mit 16,90 m in der Qualifikationsrunde.
In den Jahren von 2005 bis 2020 wurde Rosa italienische Meisterin im Kugelstoßen im Freien sowie 2006, 2008, 2011 und von 2013 bis 2021 auch in der Halle.

## Persönliche Bestleistungen
- Kugelstoßen: 19,15 m, 24. Juni 2007 in Mailand (italienischer Rekord)
  - Kugelstoßen (Halle): 18,68 m, 9. März 2008 in Valencia